# Monostorapáti
Monostorapáti je vas na Madžarskem, ki upravno spada pod podregijo Tapolcai Županije Veszprém.